# Фа минор
Фа минор (f-moll) — минорная тональность. Имеет четыре бемоля при ключе — си, ми, ля и ре.

## Некоторые произведения в этой тональности
- Вивальди — Концерт № 4 «Зима» RV 297 из цикла Времена года (Вивальди);
- Лист — Трансцендентный этюд № 10 «Аппассионата», Мазурка фа минор (спорно), Концертный этюд № 2;
- Бах — Концерт № 5 для клавира и струнных BWV 1056;
- Бетховен — Соната для фортепиано № 1, Соната для фортепиано № 23 («Аппассионата»), Увертюра «Эгмонт», Квартет для струнных № 11;
- Шопен — Концерт для фортепиано с оркестром № 2, Баллада № 4, Фантазия фа минор, Этюд опус 10 № 9, Этюд опус 25 № 2 «Пчёлы», Прелюдия опус 28 № 18, Ноктюрн опус 55 № 1, Мазурка опус 63 № 2, Мазурка опус 68 № 4 (посмертно);
- Франк — Фортепианный квинтет;
- Дюка — Симфоническая поэма «Ученик чародея»

- Чайковский — Симфония № 4;
- Воан-Уильямс — Концерт для тубы с оркестром, Симфония № 4;
- Скрябин — Соната для фортепиано № 1;
- Шостакович — Струнный квартет № 11, Симфония № 1;

|     |     |     |    |    |   |   |   |   |   |     |     |     |     |     |
| Ces | Ges | Des | As | Es | B | F | C | G | D | A   | E   | H   | Fis | Cis |
| as  | es  | b   | f  | c  | g | d | a | e | h | fis | cis | gis | dis | ais |